# Praia de Pirangi
Pirangi do Norte.
Praia de Pirangi ou Pirangi é uma praia no litoral do Rio Grande do Norte, dividida pelo Pirangi em Pirangi do Norte e Pirangi do Sul. A praia "do norte" está localizada no município de Parnamirim, e a "do sul" no município de Nísia Floresta.

## Pirangi do Norte
Pirangi do Norte é a mais procurada pelos natalenses no verão especialmente em sua maioria pela grande massa de adolescentes e jovens de classe média alta que ali passam o chamado veraneio. É a que tem mais infra-estrutura em relação a Pirangi do Sul e é a mais badalada já que nela se encontram bares e a casa de shows mais famosa no estado, o Vila Folia/Circo da Folia onde grandes bandas de axé, forró e rock se apresentam. É nesta praia que se localiza o maior cajueiro do mundo, por isso, recebe uma grande gama de turistas.

## Pirangi do Sul
Pirangi do Sul também é conhecida como Pirambúzios (por ser vizinha a Praia de Búzios) e é o oposto de Pirangi do Norte, sendo uma praia calma, com ondas fracas, cercada por recifes e menos urbanizada. Na maré baixa, os bancos de corais formam ilhas e piscinas naturais a um quilômetro mar a dentro (os Parrachos de Pirangi), proporcionando um espetáculo maravilhoso da natureza, que é visitado por lanchas particulares e barcos da empresa Marina Badauê, que organiza passeios diários com os turistas. A praia é muito procurada para a prática de esportes náuticos e pesca.